# Albula-Landwasser Kraftwerke
Die Albula-Landwasser Kraftwerke AG (ALK) ist eine Schweizer Kraftwerksgesellschaft, mit Sitz in Filisur im Kanton Graubünden. Die ALK nutzt seit 1967 das Wasser der Flüsse Albula und Landwasser und betreibt damit drei Wasserkraftwerke mit einer installierten Leistung von 64 MW in Filisur, 24 MW in Tiefencastel und 0,2 MW in Bergün.

## Inhaber
Mehrheitsaktionärin der ALK mit 75 % Anteil war zuerst die Elektrizitätsgesellschaft Laufenburg (EGL), deren Anteil an Axpo überging. Weitere Beteiligungen sind das Elektrizitätswerk Davos mit 15,74 % und der Kanton Graubünden mit 5 %. Die übrigen 4,26 % entfallen auf die Konzessionsgemeinden Albula/Alvra, Bergün Filisur und Schmitten GR.

## Kraftwerk Filisur
1967 wurde das Kraftwerk in Filisur fertiggestellt und mit zwei vertikalachsigen Francisturbinen zu 32,5 MW ausgestattet. Die durchschnittliche Jahresproduktion beträgt 286 Mio. kWh bei einer installierten Leistung von 65 MW. Die Ausgleichsbecken liegen in Bergün und Davos-Glaris.

## Kraftwerk Tiefencastel

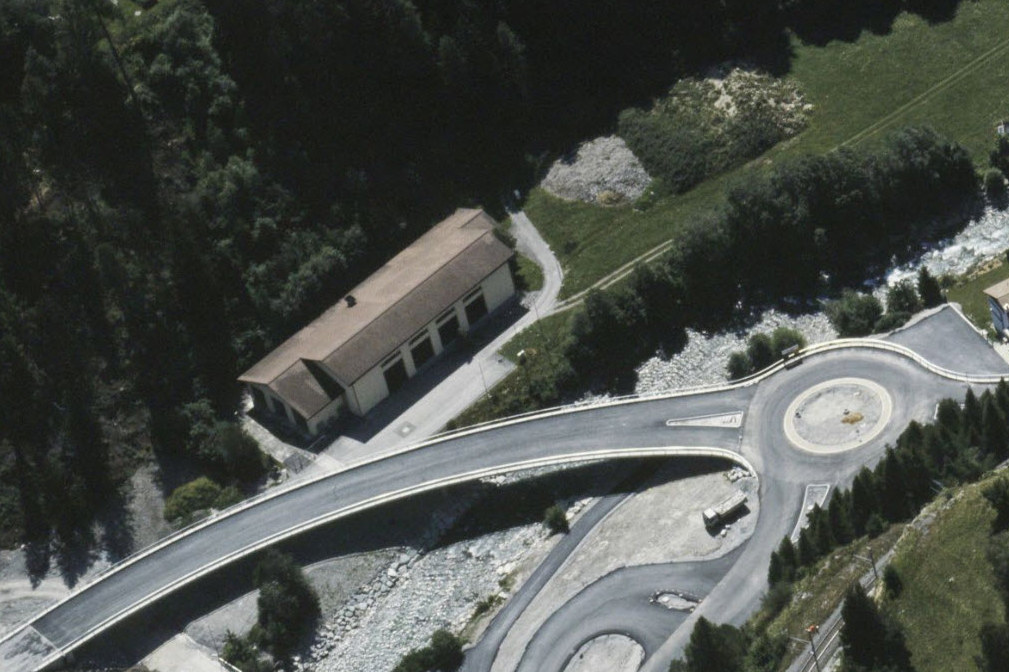
Zentrale Tiefencastel (ALK)

1989 nahm auch das Kraftwerk in Tiefencastel mit zwei vertikalachsigen Francisturbinen zu 12 MW den Betrieb auf. Es wurde für eine Leistung von 24 MW ausgelegt; die durchschnittliche Jahresproduktion beläuft sich um 103 Mio. kWh. Das Ausgleichsbecken befindet sich in Filisur. Die Zentrale wird als Laufkraftwerk betrieben und nutzt als Triebwasser den Auslauf der Zentrale Filisur und zusätzlich gefasstes Wasser unterhalb der Zentrale Filisur.
Die Anlage wird vollautomatisch betrieben, ist unbemannt und ferngesteuert vom Kommandoraum der Zentrale Filisur.

## Kraftwerk Tischbach
Das Kraftwerk Tischbach ist ein Kleinstwasserkraftwerk, das mit einer Durchströmturbine aus der Zuleitung des Tischbach-Wassers zum Ausgleichsbecken Bergün Strom gewinnt. Die Anlage hat eine Leistung von 220 kW und soll jährlich 0,55 Mio. kWh Strom erzeugen. Sie wurde im Juni 2020 in Betrieb genommen.

## Anlagenschema
|  |  |  |  |

|  |  |  |  |  |

|  |  |  |  |  |

|  |  |  |  |

|  |  |  |

|  |  |  |

|  |  |  |

|  |

|  |

|  |

|  |

|  |

|  |  |  |  |

|  |  |  |  |  |

|  |  |  |  |  |

|  |  |  |  |

|  |  |  |

|  |  |  |

|  |  |  |

|  |

|  |

|  |

|  |

|  |

## Augleichsbecken

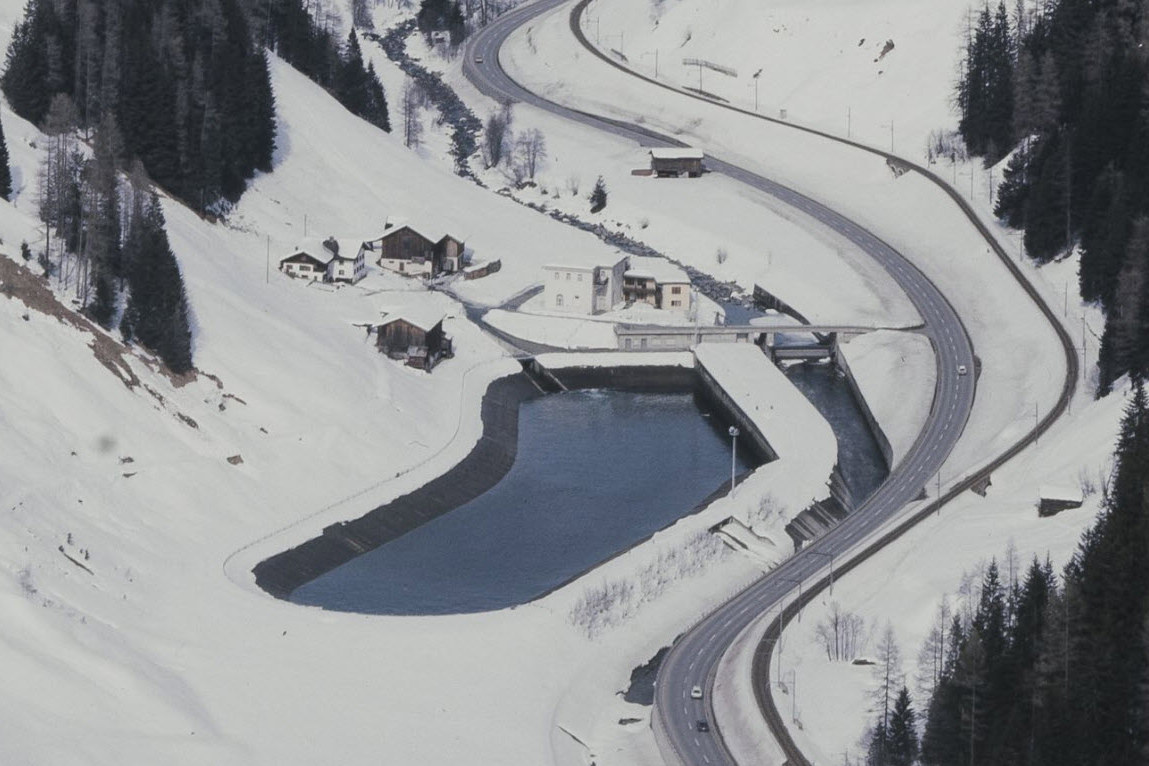
Ausgleichsbecken Glaris (1986)
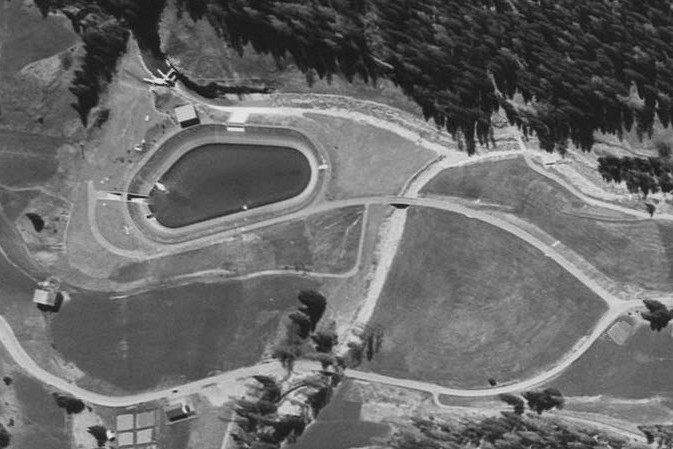
Ausgleichsbecken Bergün (1968)
Ausgleichsbecken Filisur (1988)